# Органы Пендерграста
Органы Пендерграста (Pendergrast’s organs) развиты на нижней стороне брюшка некоторых клопов из семейства древесных щитников (Acanthosomatidae, Pentatomoidea, Heteroptera). У некоторых его представителей, которые не охраняют своё потомство, самки обмазывают яйца во время их откладки. Эти клопы обладают парами сложных органов на брюшке (называемые органами Пендерграста, по имени изучавшего их и клопов новозеландского энтомолога J. G. Pendergrast). Самки трутся об них задними лапками во время яйцекладки, а затем прикрепляют яйца к месту откладки и наносят их выделения на каждое яйцо задними ногами, что, как предполагается, обеспечивает защитную функцию от врагов. Приобретение материнской заботы коррелирует с уменьшением или отсутствием органов Пендерграста у разных видов и родов клопов, что предполагает эволюционный компромисс между этими двумя признаками в результате физиологических затрат.

## Описание
Орган Пендерграста (ПО) представляет собой пару дискообразных, вдавленных, сетчатых участков (бороздок), расположенных сублатерально на V—VII, VI—VII или VII стернитах брюшка самки, с сильно измененной кутикулой (протоки, поры и волоски) и многочисленными расположенными под ней и тесно связанными секреторными клетками в эпидермальном слое. Хотя до сих пор не было опубликовано прямых экспериментальных доказательств, секреция органа предположительно функционирует как репеллент против хищников и паразитоидов, что может рассматриваться как форма материнской заботы, если вещества могут эффективно повысить выживаемость яиц.
У большинства видов Acanthosomatidae органы Пендерграста расположены на брюшных сегментах VI и VII. Бороздки несут многочисленные щетинки и имеют более или менее овальную форму с большим диаметром, обычно ориентированным по дорсовентральной оси. У клопов рода Elasmostethus дорсовентральный диаметр составляет около 0,5 мм. Размер и количество щетинок различаются между бороздками брюшных сегментов VI и VII. У большинства видов Acanthosomatidae бороздки VII брюшного сегмента больше и содержат больше щетинок, чем бороздки VI сегмента. Длина щетинок варьирует от 0,4 мм до 0,6 мм. На СЭМ-фотографиях между щетинками можно обнаружить протоки, открывающиеся в поры диаметром 10 мкм. Эпидермис, лежащий под сетчатыми участками, намного толще, чем окружающая эпидермальная ткань.

## Распространение и эволюция
У всех исследованных видов Abulites, Aesepus, Duadicus, Microdeuterus, Nopalis, Sangarius, Stauralia и Tolono органы Пендерграста присутствуют только на VII сегменте брюшка. В то время как большинство видов рода Lindbergicoris похожи на примитивные виды Acanthosomatidae в отношении органов Пендерграста, L. pulchellus, L. elegantulus и L. elegans имеют органы Пендерграста только на VII сегменте брюшка. У Galgacus labidus эти оргнаны присутствуют только на VII сегменте брюшка. Виды Sniploa obsoletus и Praesus incarnatus уникальны в отношении количества и формы сетозных участков. У Sniploa obsoletus сетчатая зона органов Пендерграста не только покрывает брюшные сегменты V, VI и VII, но и образует однородную, единую область. У видов родов Agamedes, Bebaeus, Catadipson, Mahea, Phorbanta, Elasmucha, Ibocoris, Proctophantasta и Uhlunga органы Пендерграста полностью отсутствуют.
Поскольку орган Пендерграста гомологичен дисковидному органу клопов из семейства Lestoniidae, родственной группы Acanthosomatidae, которые образуют общую кладу Lestoniidae + Acanthosomatidae, то его рассматривают исходным для них. Предположительно, он является характерным признаком для Acanthosomatidae; следовательно, его утрата является производной. Реконструкция предкового состояния предполагает, что материнская забота самок клопов о яйцах и личинках, скорее всего, была приобретена в присутствии органа Пендерграста. Более того, после появления материнской заботы не было обнаружено никаких вторичных потерь.